# Зимняя сказка
«Зи́мняя ска́зка» (англ. The Winter's Tale) — поздняя пьеса Уильяма Шекспира. Была впервые издана в 1623 году в составе Первого фолио как комедия. Хотя она находилась в группе комедий, но многие современные редакторы переименовали пьесу в  поздние романтические драмы Шекспира. Некоторые критики считают её одной из «проблемных пьес» Шекспира, потому что первые три действия наполнены напряженной психологической драмой, а последние два действия комичны и имеют счастливый конец.
Создавая сказочный колорит, Шекспир не счёл нужным придерживаться реальной истории и географии Европы; Богемия находится у южного моря (это впоследствии позволило Ингеборг Бахман написать стихотворение «Богемия у моря», тот же мотив использовал Збынек Хейда в книге стихов Леди Фелтэм), а Дельфийский оракул — на острове, хватает и других неточностей.
Пьеса периодически пользовалась популярностью, возрождалась в постановках в различных формах и адаптациях некоторыми из ведущих театральных деятелей в истории шекспировских постановок, начавшись после долгого перерыва с Дэвида Гаррика в адаптации «Флоризеля и Пердиты» (впервые поставлена в 1753 г. и опубликована в 1756 г.). Вновь «Зимняя сказка» возродилась в XIX в., когда широкое распространение получил её четвертый «пасторальный» акт. Во второй половине XX в. «Зимняя сказка» целиком почерпнутая из текста Первого фолио часто ставилась с разной степенью успеха.
На сюжет пьесы созданы музыкальные произведения: Джоби Тэлбот (балет, 2014), Курт Аттеберг (опера, 1920) и Кара Гольдмарк (опера, 1908).

## Действующие лица
- Леонт, король Сицилии.
- Мамилий, его сын.
- Сицилийские вельможи:
  - Камилло
  - Антигон
  - Клеомен
- Дион.
- Поликсен, король Богемии.
- Флоризель, его сын.
- Архидам, богемский вельможа.

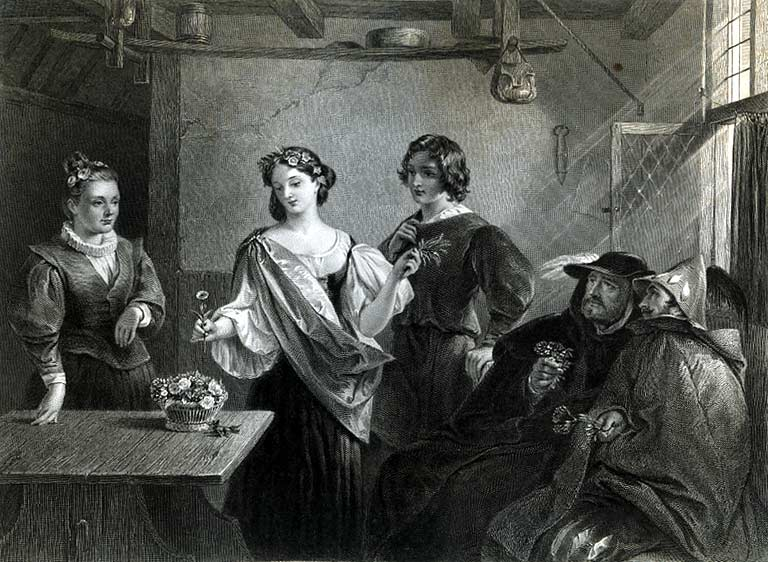
Ч. Р. Лесли. Флоризель и Утрата. 1837.

- Старый пастух, названный отец Пердиты.
- Молодой пастух, его сын.
- Автолик, бродяга
- Моряк.
- Тюремщик.
- Гермиона, королева, жена Леонта.
- Пердита (Утрата), дочь Леонта и Гермионы.
- Паулина, жена Антигона.
- Эмилия, придворная дама Гермионы.
- Пастушки:
  - Мопса
  - Доркас
- Вельможи, придворные дамы, слуги, пастухи и пастушки.
- Время, заменяющее хор.

## Сюжет

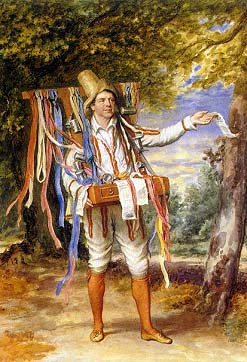
Джон Фосетт в роли Автолика в «Зимней сказке», Томас Чарльз Вейджман (1828)

Леонт, король Сицилии, подозревает свою беременную жену Гермиону в измене с его другом Поликсеном, королём Богемии. Он приказывает своему приближённому Камилло отравить Поликсена, как раз находящегося с визитом на Сицилии; Камилло обещает выполнить приказ, но потом предупреждает свою жертву, и оба они бегут в Богемию. Тем временем Леонт заточает свою жену в тюрьму. Чтобы окончательно убедиться в её вине, он посылает послов к дельфийскому оракулу. Через некоторое время Гермиона рожает девочку, но Леонт не признаёт её своей дочерью. Вместо этого он приказывает другому вельможе, Антигону, отвезти её в глушь и бросить там. Леонт также начинает судебный процесс против своей жены, где обвиняет её в супружеской измене и участии в заговоре с Поликсеном и Камилло.

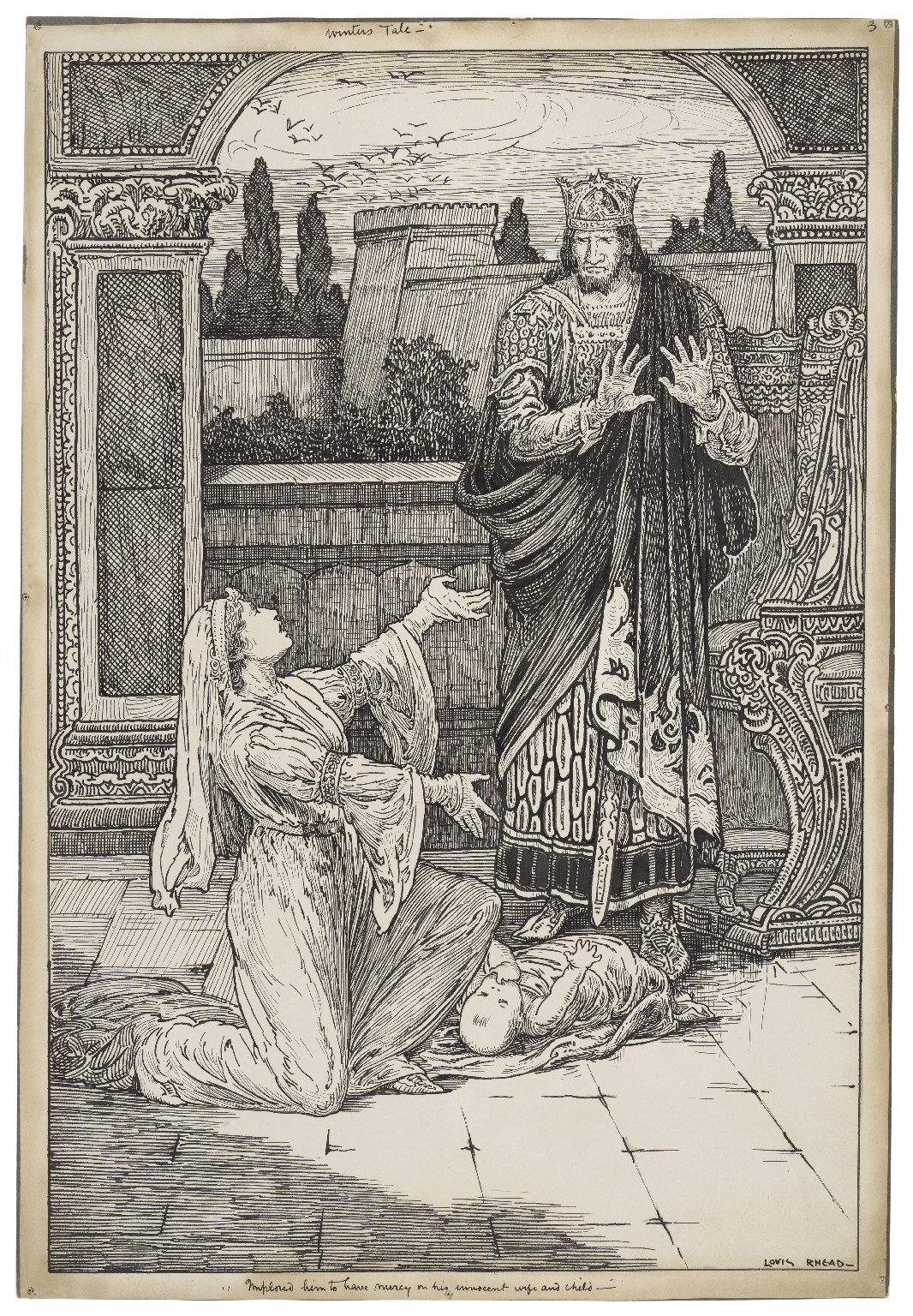
Рисунок тушью акта II, сцены 3: Паулина умоляет Леонта пощадить его дочь Пердиту. Иллюстрация была создана для издания «Сказки ягненка».

В это время приходит ответ от оракула, который снимает вину с Гермионы, Камилло и Поликсена, а Леонта называет ревнивым тираном, который «будет жить без наследника, пока не найдёт потерянное». Сразу после оглашения прорицания приходит известие о смерти маленького сына Леонта, Мамиллия. При этой вести Гермиона падает бездыханной. Тем временем Антигон оставляет дочь Гермионы на богемском берегу, где её находит пастух. По пути к кораблю Антигон гибнет: на него нападает медведь, и он «убегает, преследуемый медведем» (exit pursued by a bear — одна из самых знаменитых ремарок Шекспира).
Проходит шестнадцать лет. Дочь Леонта и Гермионы растёт в семье богемских пастухов под именем Утрата. Юная девушка и сын Поликсена Флоризель влюблены друг в друга, но принц скрывает неподобающую любовную связь от своего отца. На празднике стрижки овец, где присутствует также весёлый карманник и бард Автолик, влюблённые встречаются вновь, и их видят переодетые Поликсен и Камилло. После того, как разгневанный король раскрывается перед Флоризелем, принц решается бежать с Утратой на Сицилию. За ними в погоню пускаются Поликсен и старый пастух, приёмный отец Утраты. И то, что он не настоящий её отец, выясняется при дворе Леонта. Леонт мирится с Поликсеном. Паулина, вдова Антигона, ведёт всех присутствующих к «мраморной статуе» Гермионы, которая внезапно «оживает». Когда пьеса заканчивается, Утрата и Флоризель обручены, и вся компания празднует чудо. Несмотря на столь типичный для шекспировских комедий и романсов счастливый конец, впечатление о несправедливой смерти юного принца Мамилия сохраняется до конца, являясь элементом неискуплённой трагедии, вдобавок к годам, проведённым в разлуке.

## Источники

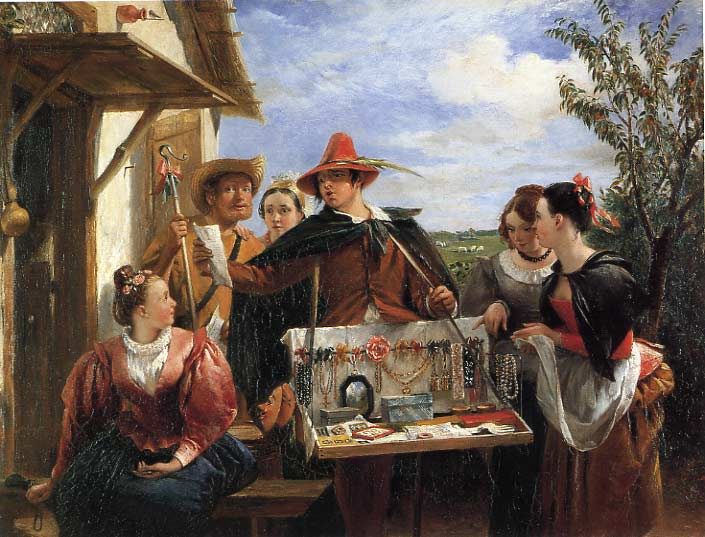
Автолик (1836) Чарльза Роберта Лесли

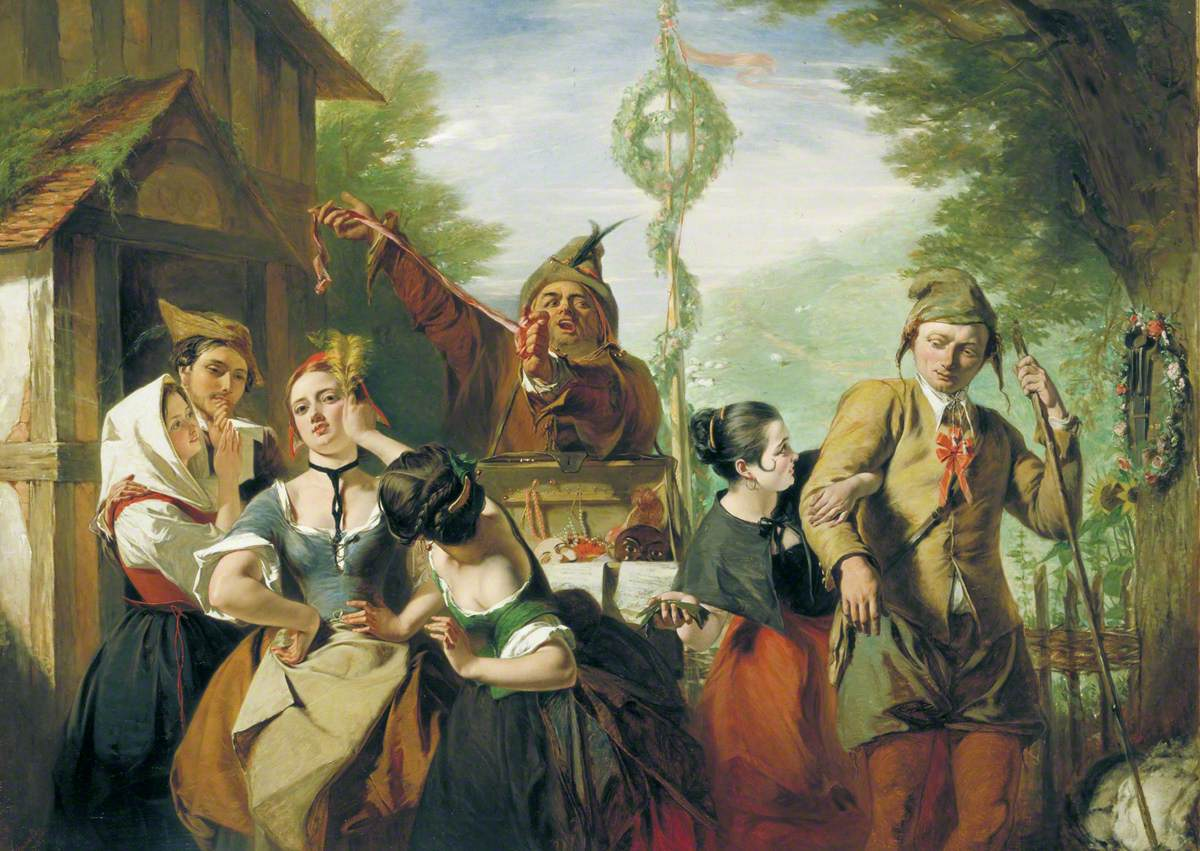
Сцена из спектакля «Зимняя сказка» (акт IV, картина 4), Август Леопольд Эгг (1845)

## Датировка и текст

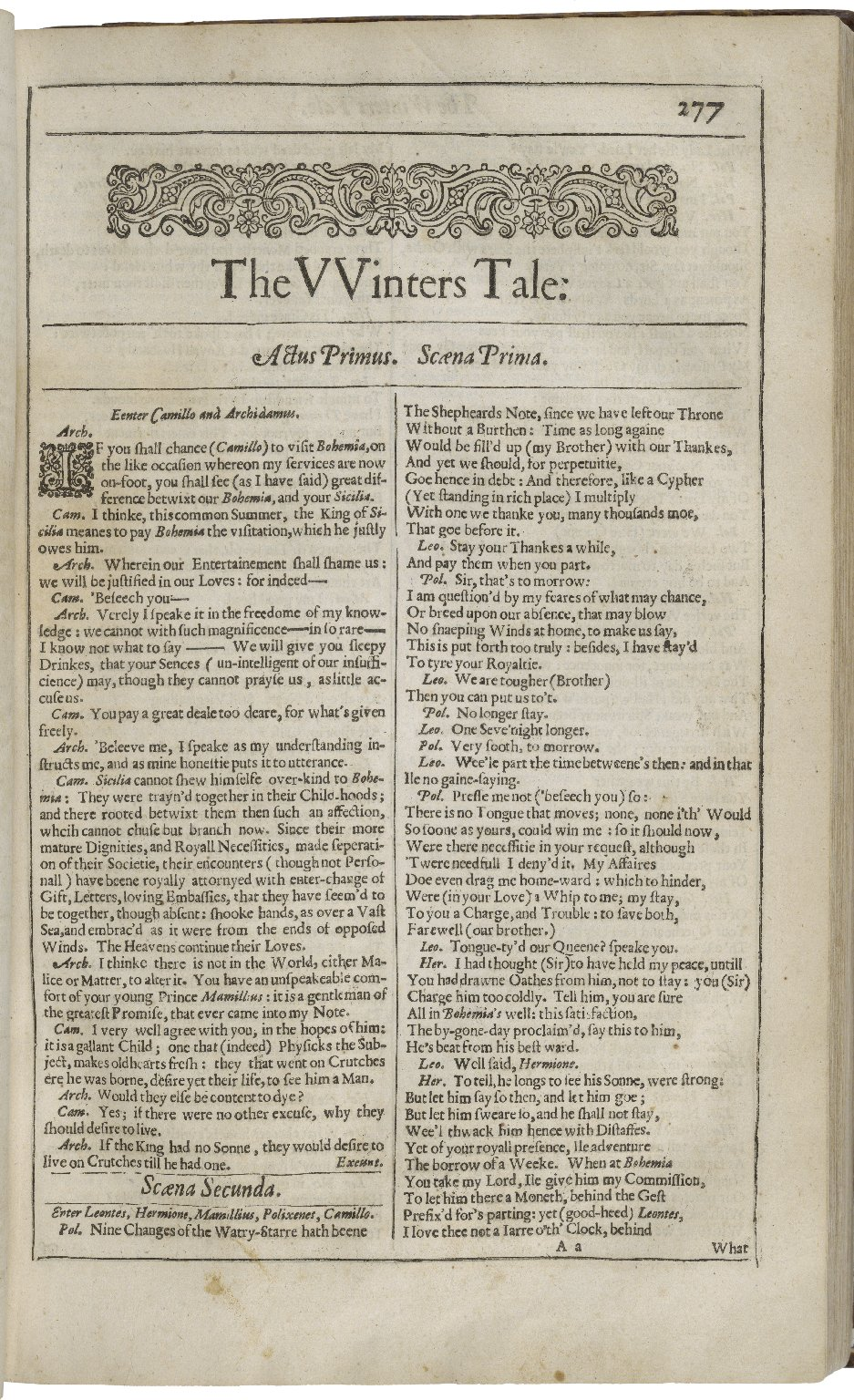
Первая страница «Зимней сказки», напечатанной во Втором фолио 1632 г.

Пьеса была опубликована не раньше Первого фолио 1623 года. Несмотря на ряд более ранних датировок, большинство критиков считают, что пьеса является одним из более поздних произведений Шекспира, возможно, написанным в 1610 или 1611 году. Дата 1611 г. предполагается из-за очевидной связи с «Маской Оберона» Бена Джонсона, исполненной при дворе 1 января 1611 г., где представлен танец 10 или 12 сатиров; «Зимняя сказка» включает в себя танец 12 мужчин, одетых сатирами, а слуга, объявляющий об их входе, говорит, что «тройка свинопасов плясала перед самим королём» (IV.iv.337–338, пер. В. Левика). Редактор Arden Shakespeare Дж. Х. П. Паффорд выяснил, что «язык, стиль и тональность пьесы указывают на более позднюю дату. Спутанная речь, запутанные предложения, речи, начинающиеся и заканчивающиеся на половине строки, а также высокий процент легких и слабых концовок — всё это черты творчества Шекспира конца его карьеры. Но важнее стихотворной пробы сходство последних пьес по духу и темам».

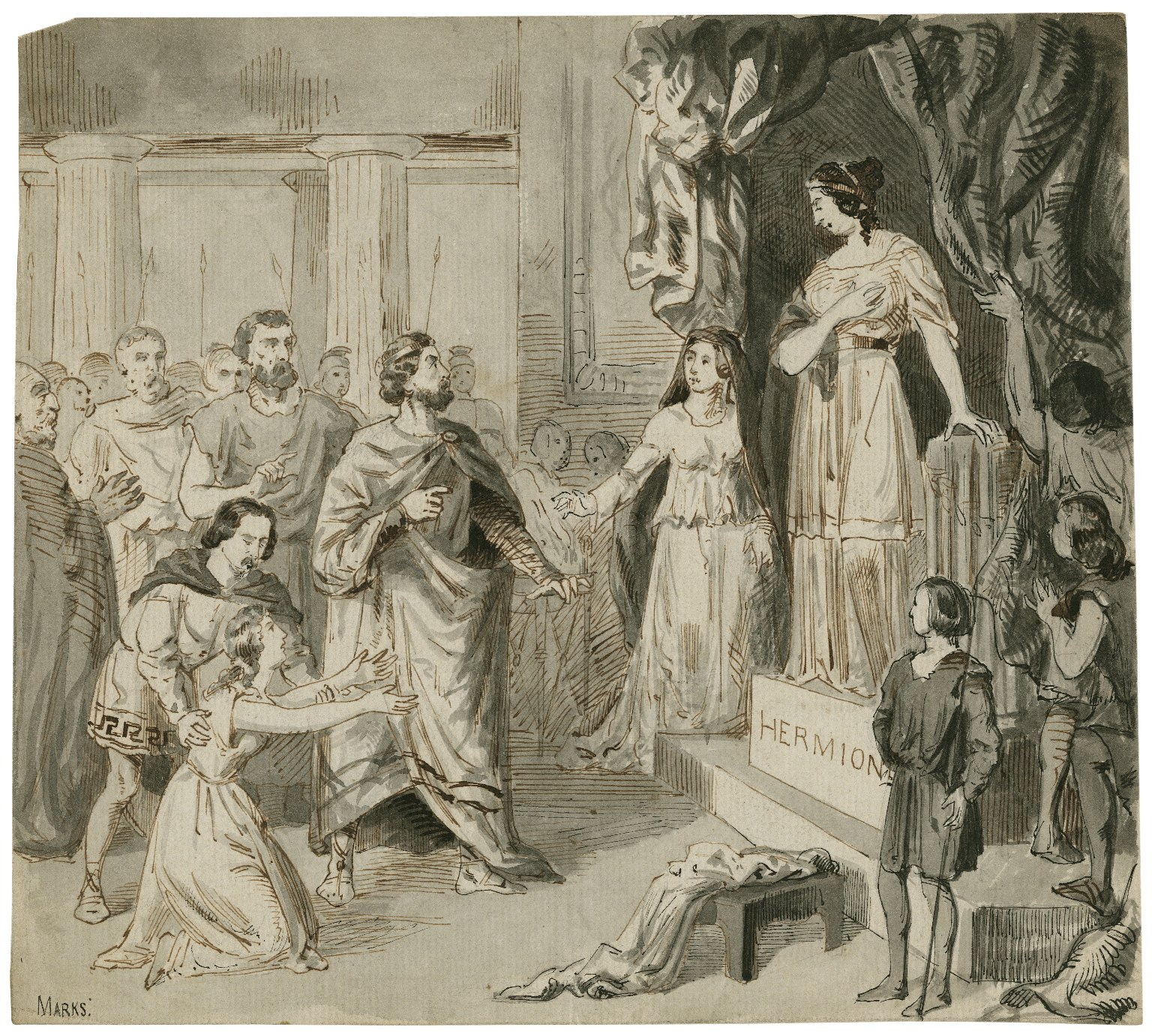
Картина середины XIX в., изображающая оживающую статую Гермионы.

В конце XVIII века Эдмонд Мэлоун предположил, что «книга», внесённая в Реестр канцелярских товаров 22 мая 1594 года под названием «Wynters nightes pastime», могла принадлежать Шекспиру, хотя её копия неизвестна. В 1933 году доктор Сэмюэл А. Танненбаум писал, что Мэлоун впоследствии «кажется, относил её к 1604 г.; ещё позднее – к 1613 г.; и, наконец, он остановился на 1610–1611 гг. Антиквар Джозеф Хантер отнёс её примерно к 1605 г.».

### Анализ и критика

#### Заголовок пьесы
Пьеса под названием «Зимняя сказка» сразу же указывала современной публике, что произведение представляет собой «праздную сказку» (idle tale), сказку старых жён, которой не нужно было быть реалистичной и обещать счастливый конец. Название, возможно, было навеяно пьесой Джорджа Пила «Сказка старых жен» 1590 г., где сказочник рассказывает «весёлую зимнюю сказку» о пропавшей дочери. В начале «Зимней сказки» королевский наследник Мамилий предупреждает, что «зимой лучше всего грустная сказка» (a sad tale's best for winter, Акт II, сцена 1). Вскоре его мать предстанет перед судом за измену и прелюбодеяние – а о его смерти объявляют через несколько секунд после того, как показано, что она была верна, а обвинения Леонта были необоснованны.

### Споры

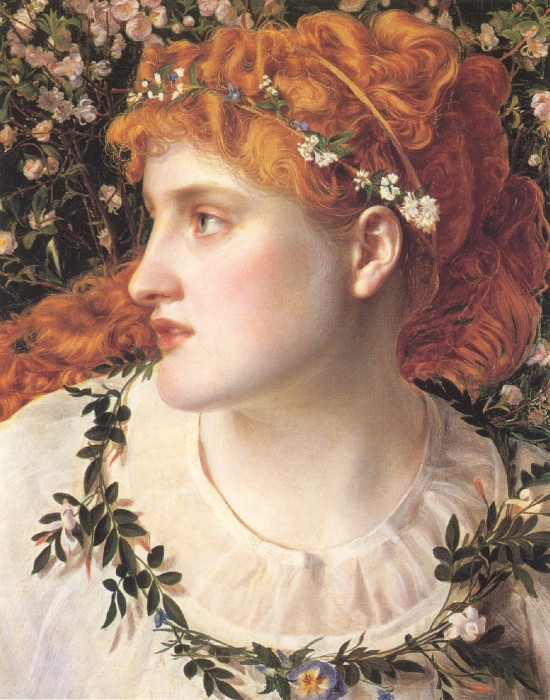
Пердита, Энтони Фредерик Огастес Сэндис

#### Статуя
Хотя язык Паулины в финальной сцене и вызывает ощущение магического ритуала, благодаря которому Гермиона возвращается к жизни, имеется и ряд отрывков, гораздо вероятнее указывающих, что Паулина спрятала Гермиону в отдалённом месте для того чтобы защитить её от гнева Леонта, и что оживление Гермионы происходит не от какой-либо магии. Слуга объявляет, что члены двора отправились в жилище Паулины для того чтобы увидеть статую; Второй дворянин (Роджеро) даёт следующее объяснение: «Я  всегда подозревал, что у Паулины есть какая-то тайна. Со дня смерти Гермионы она по два, по три раза в день посещала свою уединённую виллу» (5.2.102–105). Кроме того, Леонт удивляется, что статуя «настолько сморщена», в отличие от Гермионы, которую он помнит. Паулина отвечает на его озабоченность, утверждая, что возраст свидетельствует о «мастерстве резчика (carver's excellence)», из-за чего она и выглядит «словно живая». Позднее Гермиона утверждает, что её желание увидеть дочь помогло ей пережить 16 лет разлуки: «от верной Паулины я узнала, / Что Аполлон предрёк тебе спасенье, / И для тебя я сохранила жизнь» (5.3.126–129, пер. В. Левика).
Однако действие 2 сцены III акта ставит под сомнение «рациональное» объяснение того, что Гермиона была украдена и изолирована на 16 лет. Гермиона теряет сознание при известии о смерти Мамилия, и её выгоняют из комнаты. Паулина возвращается после краткого монолога Леонта, выносящего весть о смерти Гермионы. После некоторого обсуждения Леонт требует, чтобы его отвели к телам жены и сына: «Пройди со мной к телам жены и сына. / Я их в одной могиле схороню / И надпись дам с правдивым изложеньем / Причин их смерти – вечный мой позор!» (3.2, пер. В. Левика). Паулина, по-видимому, убеждена в смерти Гермионы, и приказ Леонта увидеть оба тела похороненными никогда не ставится под сомнение более поздними событиями в пьесе.

#### Морское побережье Богемии
Коллега Шекспира, драматург Бен Джонсон, высмеивал наличие в пьесе морского побережья и пустыни в Богемии, так как Чешское королевство (примерно соответствует западной части современной Чехии) не имело ни побережья (не имело выхода к морю), ни пустынь. Шекспир следовал источнику (Пандосто Роберта Грина), наделив Богемию побережьем, хотя он и изменил расположение персонажей и событий: «Часть Пандосто Богемского занята Леонтом Сицилийским, часть Эгисфа Сицилийского Поликсеном Богемским». В поддержку Грина и Шекспира было указано, что в XIII в., в течение периода примерно 10 лет, при Отакаре II Богемском, территории, которыми управлял король Богемии, хотя никогда и не включались в королевство Богемия, простирались до Адриатики, и, если под «Богемией» понимать все территории, которыми правил Оттокар II, тогда можно утверждать, что можно доплыть из Сицилийского королевства к «побережью Богемии». Джонатан Бейт предлагает простое объяснение, что двор короля Якова был политически союзником двора Рудольфа II, а характеры и драматические роли правителей Сицилии и Богемии поменялись по политическим причинам (political sensitivity) и, в частности, чтобы пьесу можно было исполнить на свадьбе принцессы Елизаветы.
В 1891 году Эдмунд Оскар фон Липпманн указал, что «Богемия» было редким названием Апулии на юге Италии. Более влиятельным был аргумент Томаса Ханмера 1744 г. о том, что Богемия – ошибка печатника в написании Вифинии, древней нации в Малой Азии; эта теория была принята Чарльзом Кином в постановке пьесы в XIX в., где фигурировал великолепный вифинский двор. Однако во времена средневекового Сицилийского королевства Вифинии уже давно не существовало, а её территории контролировались Византийской империей. С другой стороны, пьеса намекает на эллинистическую древность (например, Дельфийский оракул, имена королей), так что «Королевство Сицилия» может относиться к греческой Сицилии, а не к Сицилийскому королевству более позднего средневековья.
Пасторальный жанр не отличается точным правдоподобием, и, как и набор смешанных отсылок к древней религии и современным религиозным деятелям и обычаям, эта возможная неточность могла быть включена для подчёркивания фантастического и химерического характера пьесы. Как выразился Эндрю Герр, Богемия, вероятно, наделена морским побережьем для того «чтобы пренебречь географическим реализмом и подчеркнуть нереальность пространства в пьесе».
Теория, объясняющая существование морского побережья в Богемии, выдвинутая К. Х. Херфордом, исходит из выбранного Шекспиром названия пьесы. Зимняя сказка – это легендарные истории, которые родители рассказывают детям у камина: использование этого названия означало для аудитории, что к этим деталям не следует относиться слишком серьёзно.
Джон А. Питчер утверждает, что побережье Богемии задумано как шутка, сродни шуткам о «швейцарском флоте».
В романе Роберта Луи Стивенсона «Принц Отто» земля Приморской Богемии упоминается в контексте очевидной пародии на географические вольности Шекспира в пьесе.

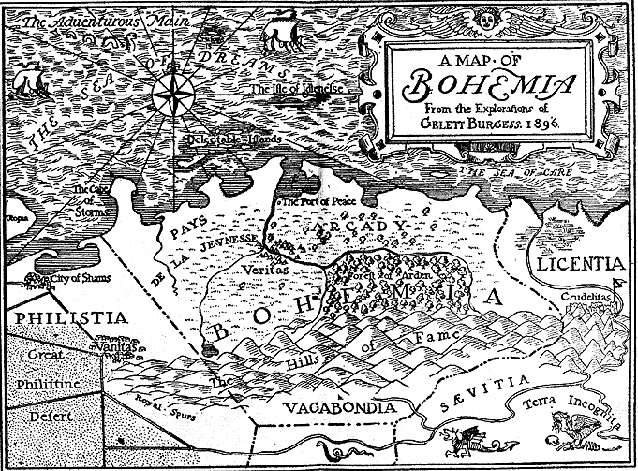
Фантастическая карта Гелетта Берджесса 1896 г., на которой показано морское побережье Богемии.

#### Остров Дельфы
Точно так же очевидная ошибка Шекспира, поместившего Дельфийский оракул на маленьком острове, использовалась как свидетельство ограниченности образования Шекспира. Однако Шекспир опять-таки скопировал это прямиком из «Пандосто». Более того, эрудированный Роберт Грин не ошибся, так как остров Дельфос относится не к Дельфам, а к кикладскому острову Делос, мифическому месту рождения Аполлона, который с XV по конец XVII в. в Англии был известен как "Дельфос". Источником Грина об оракуле Аполлона на этом острове, вероятно, была Энеида, где Вергилий писал, что Приам беседовал с Оракулом Делоса перед началом Троянской войны и что Эней после побега из Трои тоже разговаривал с тем же Делосским оракулом относительно своего будущего.

#### Медведь
В пьесе использована самая известная шекспировская сценическая ремарка: «Выходит, преследуемый медведем», что предвещает закулисную смерть Антигона. Неизвестно, использовал ли Шекспир настоящего медведя из лондонских медвежьих ям или актёра в костюме медведя. Сообщается, что «Слуги лорда-адмирала», соперничавшие со «Слугами лорда-камергера» в 1590-х гг., имели «j beares skyne» в составе сценического реквизита, датированного мартом 1598 г. Возможно, подобный реквизит позднее использовался труппой Шекспира.

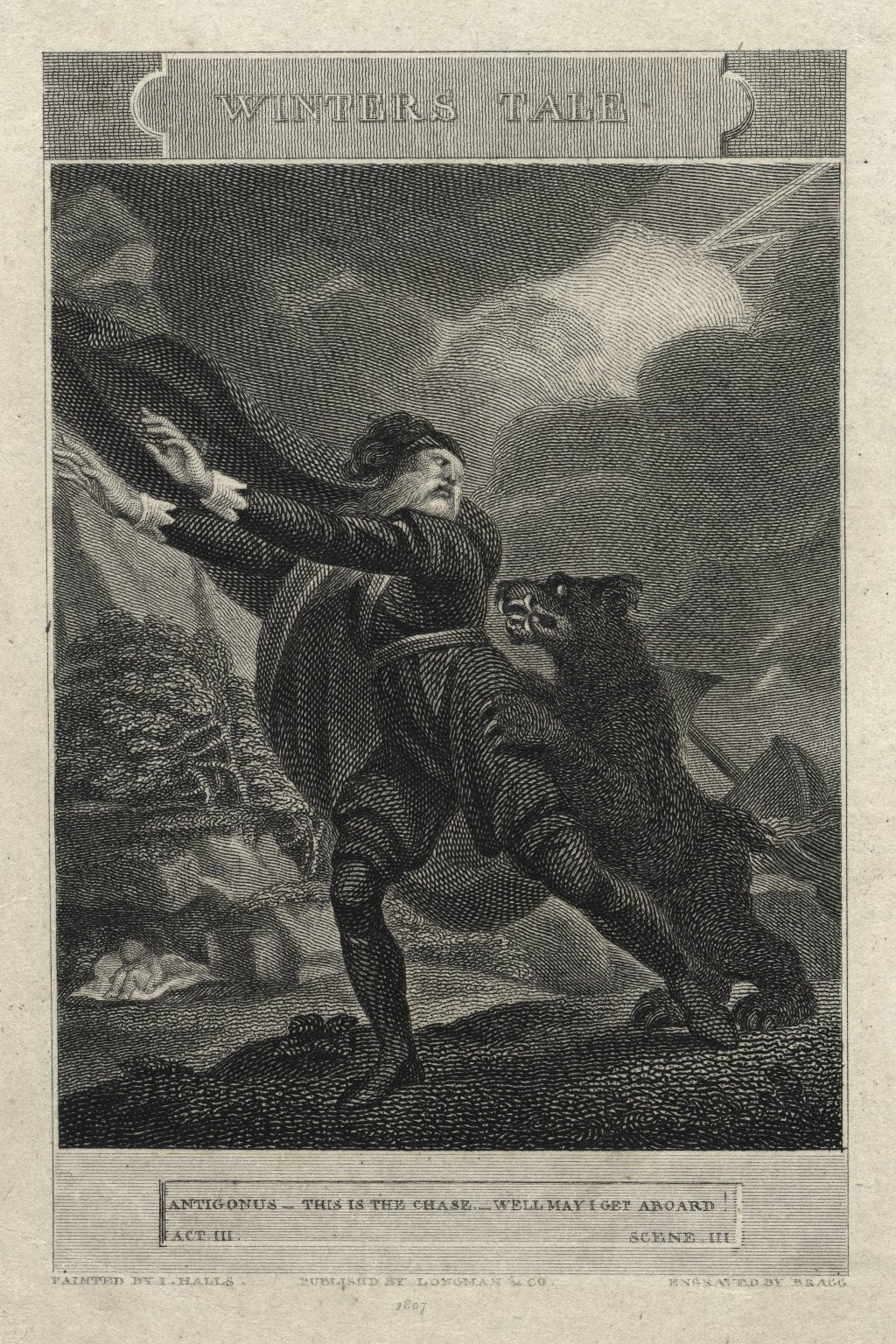
Гравюра 1807 г. Акт III, сцена 3: Выход Антигона, преследуемого медведем.

## Экранизации
- 1910 — Зимняя сказка[англ.], США, режиссёры Теодор Марстон[англ.], Бэрри О’Нил[англ.]
- 1914 — Трагедия сицилийского двора / Una tragedia alla corte di Sicilia, Италия, режиссёр Бальдассаре Негрони
- 1962 — Зимняя сказка / The Winter’s Tale Великобритания (ТВ), режиссёр Дон Тейлор[англ.]
- 1965 — Зимняя сказка / Ein Wintermärchen, ФРГ (ТВ), режиссёр Герхард Клингенберг[нем.]
- 1967 — Зимняя сказка[англ.], Великобритания, режиссёр Фрэнк Данлоп[англ.]
- 1967 — Зимняя сказка, США, (ТВ), режиссёр Барри Бойс
- 1975 — Зимняя сказка (ТВ) Финляндия, 1975, режиссёр Эско Эльстеля[фин.]
- 1981 — Зимняя сказка / The Winter’s Tale (ТВ) Великобритания, режиссёр Джейн Хауэлл BBC Television Shakespeare
- 1988 — Зимняя сказка (ТВ), СССР, фильм-спектакль театра имени Моссовета, режиссёр Антонина Зиновьева. В ролях: Евгений Лазарев, Ольга Остроумова, Александр Голобородько, Сергей Цейц, Валерий Сторожик, Елена Валюшкина
- 1988 — Зимняя сказка / The Winter’s Tale (ТВ), ЮАР, режиссёр Бобби Хини
- 1989 — Зимняя сказка / Le conte d’hiver (ТВ), Франция, режиссёр Пьер Кавассилас, в роли Леонта — Мишель Пикколи
- 1994 — Зимняя сказка / The Winter’s Tale (мультфильм), Россия, Великобритания, режиссёр Станислав Соколов (из цикла «Шекспир: Великие комедии и трагедии»)
- 1995 — Зимняя сказка / O Conto de Inverno, (ТВ), Португалия
- 1999 — Зимняя сказка / The Winter’s Tale? (ТВ), Великобритания, режиссёр Робин Лок
- 2014 — Зимняя сказка[англ.] / The Winter’s Tale, Великобритания, фильм-балет на музыку Джоби Тэлбота[англ.], Королевский балет в Ковент-Гардене, режиссёр Кристофер Уилдон. В ролях: Лорен Катбертсон[англ.] — Гермиона, Эдвард Уотсон[англ.] — Леонт, Сара Лэмб[англ.] — Пердита, Стивен Макрей — Флоризель
- 2015 — Зимняя сказка / The Winter’s Tale Театр Брана в прямом эфире, режиссёры Кеннет Брана, Роб Эшфорд[англ.]. Леонт — Кеннет Брана, Гермиона — Миранда Рэйсон, Флоризель — Том Бейтман, Паулина — Джуди Денч
- 2018 — Зимняя сказка / The Winter’s Tale, Великобритания, «Глобус» в прямом эфире, режиссёр Бланш Макинтайр. Гермиона — Приянга Бёрфорд[англ.], Леонт — Уилл Кин[англ.]

## Зимняя сказка и более поздняя английская литература
С легкой руки Пандосто и Шекспира вполне реальная Богемия приобрела репутацию сказочной страны, в которой возможны всякие чудеса. Именно поэтому она стала родиной и других персонажей литературных произведений. Оттуда, из шекспировской сказочной страны, а не из реальной провинции Австро-Венгрии «прибыли» в Англию герой рассказов Роберта Льюиса Стивенсона принц Флоризель («Клуб самоубийц»; «Алмаз раджи»), а также персонаж Артура Конан Дойла, король Богемии Вильгельм Готтсрейх Сигизмунд фон Ормштейн («Скандал в Богемии»).